# TOPIX
Tokyo Stock Price Index або TOPIX — важливий фондовий індекс Японії. Індекс розраховується Токійською фондовою біржею як середнє арифметичне зважене за ринкової капіталізації цін акцій компаній, що належать до першого сегменту Токійської фондової біржі (компанії з великою капіталізацією). При обчисленні капіталізації враховуються акції, що перебувають у вільному обігу.
Вперше TOPIX був опублікований 1 липня 1969 з базовим значенням 100 пунктів. Список компаній, охоплених індексом, переглядається двічі на рік — у січні компанії можуть бути додані або видалені зі списку, в липні — тільки додані. Індекс обчислюється кожні 15 секунд у робочі дні біржі.
Індекс перейшов від системи, де індекс компанії заснований на загальній кількості акцій в обігу (так званий плаваючий) на вагові коефіцієнти залежно від кількості акцій, доступних для торгівлі (так званий вільному обігу). Цей перехід відбувся в три етапи, починаючи з жовтня 2005 року і завершився в червні 2006 року. Хоча зміни формальні, вони мала значний вплив на зважування індексу багатьох компаній, оскільки багато компаній в Японії мають значну кількість акцій своїх ділових партнерів, як частина складних ділових спілок, і такі акції більше не включались в розрахунок ваги компанії в індексі.
TSE нині розраховує і розподіляє TOPIX кожен другий і подальші плани по запуску нового індексу високошвидкісний поширення послуг, що надаються на рівні мілісекунд, починаючи з 28 лютого 2011.

## Субіндекси
Поряд основним індексом Токійська фондова біржа обчислює також серію субіндексів:
- TOPIX Core 30 — акції 30-и найбільших і ліквідних японських компаній, зареєстрованих на Токійській фондовій біржі;
- TOPIX Large 70 — акції 70-і японських компаній, наступних після компаній з TOPIX Core 30 по величині і ліквідності;
- TOPIX Mid 400 — акції 400-і японських компаній, наступних після компаній з TOPIX Large 70 по величині і ліквідності;
- TOPIX Small — акції японських компаній, що не потрапили в TOPIX Mid 400;
- TOPIX 100 — компанії з TOPIX Core 30 і TOPIX Large 70;
- TOPIX 500 — компанії з TOPIX 100 і TOPIX Mid 400;
- TOPIX 1000 — компанії з TOPIX 500 і перші 500 компаній з TOPIX Small;
- 33 субіндекс для різних галузей економіки.

Токійська фондова біржа обчислює також версії вищеназваних індексів, що враховують виплачені дивіденди (англ. Dividend-included TOPIX). Такі індекси відображають сумарний дохід на капітал і використовуються багатьма інвестиційними фондами для порівняльної оцінки розвитку вартості інвестиційного портфеля.